# ランカスター (カリフォルニア州)
ランカスター（英: Lancaster）は、アメリカ合衆国カリフォルニア州のロサンゼルス郡にある都市。ロサンゼルスの北110キロメートルに位置している。人口は17万3516人（2020年）。成長速度の速い都市であり、1977年に市制を敷いた時の人口は3万7000人程だった。
南カリフォルニアのアンテロープ・バレーにある。ロサンゼルス盆地とは南のサンガブリエル山脈で、ベーカーズフィールドやサンホアキン・バレーとは北のテハチャピ山地で隔てられている。モハーヴェ砂漠のカリフォルニア州側に位置している。

## 歴史
ランカスターの町はサザン・パシフィック鉄道（現在はユニオン・パシフィック鉄道と合併）から6区画の土地を購入した不動産開発業者M・L・ウィックスによって19世紀遅くに開発された。市名の由来については歴史家の間で議論があるが、ペンシルベニア州のランカスターに因んだものであるか、あるいはその起源になったイギリスのランカシャー州ランカスターに因む可能性が強い。
ランカスターの設立初期は、サンフランシスコとロサンゼルスとを繋ぐサザン・パシフィック鉄道の一時停車駅以上のものではなく、ギルウィンというホテル（現在はウェスタン・ホテル）が1軒と一握りの家屋があるだけだった。しかしこの開拓地は急速に成長し、1890年には大いに繁栄するようになった。20世紀への変わり目にアンテロープ・バレー周辺の山岳で金と硼砂が同時に発見された時に再度小さなブームが起こった。さらに宇宙航空産業の出現によって近代的な都市の基盤ができていった。1933年、アメリカ陸軍航空隊がマロック陸軍航空基地（現在のエドワーズ空軍基地）で飛行と武器のテストを始め、その時以降市は着実な成長を続けた。市内にはエドワーズ空軍基地の従業員はもとより、ボーイング、ロッキードおよびノースロップ・グラマンの従業員も居住した。これら航空機産業の会社は全て市の南端にあるアメリカ空軍第42工場に製造設備を持っている。
1970年代にロサンゼルス地域からランカスターの住居を買う人の最初の波が訪れた。彼等は「エスケーピー」（都会から脱出する者）と呼ばれ、また航空産業の従業員もいた。ランカスターが市制を布くまで、この地域は政治的にロサンゼルス郡の影響下にあった。この地域の住民はその政策決定主体と地域統治のより良い関係を築く必要性を感じたが、近くにあるパームデール市に併合されることを恐れた。市の人口は1980年の45,000人から1990年に97,000にんと2倍以上になり、大きなベッドタウンとなった。最近の人口推計では初めてやや減少しているように見えるが、これはおそらく持ち家率が高いことと、最近の担保権執行によるものと考えられる。

## 地理

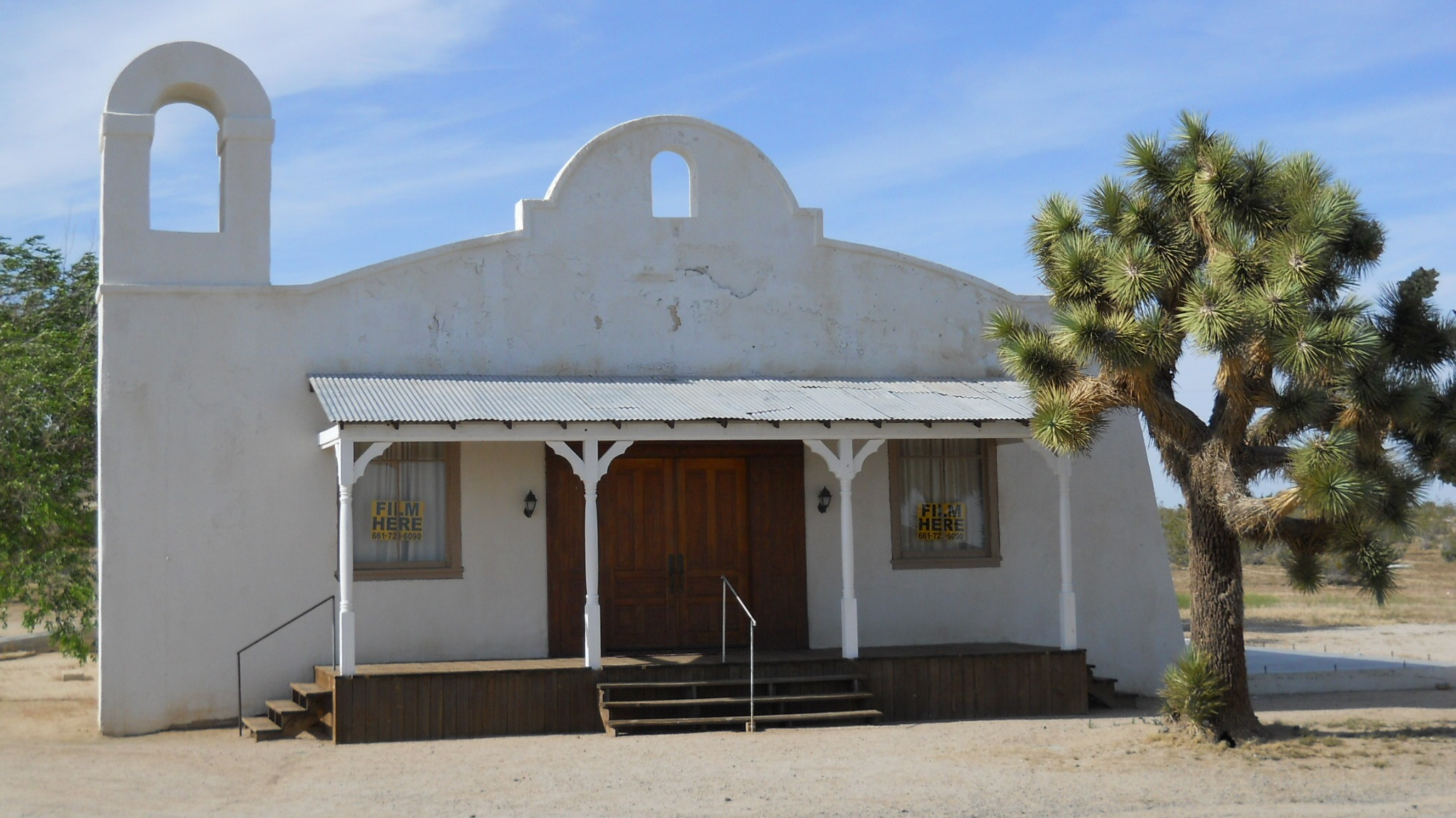
クエンティン・タランティーノ監督の映画キル・ビル Vol. I と II （それぞれ2003年と2004年に公開）の撮影場所に使われたランカスター近くの教会

ランカスターは北緯34度41分13秒 西経118度9分15秒 / 北緯34.68694度 西経118.15417度に位置する。
アメリカ合衆国国勢調査局に拠れば、市域全面積は94.2平方マイル (243.9 km2)であり、このうち陸地は94.0平方マイル (243.5 km2)、水域は0.2平方マイル (0.5 km2)で水域率は0.19％である。市の標高は716メートルであり、未開の山脈に囲まれた平らな渓谷である。

### 気候
ランカスターは亜乾燥帯（ケッペンの気候区分Bwh）にある。夏季の日中最高気温は35℃近辺であり、冬季の日中最高気温は10℃代後半である。寒い季節（12月から3月）の夜間最低気温は−2℃まで下がる。アンテロープ・バレーはその清澄な空気と青空で知られている。平均年間降水量200ミリメートルに満たず、冬季に周りの山が雪に煙っていたとしてもランカスターは晴れていることが通常である。雷雨は希だが、7月と8月には多い。春と夏の午後、特に春にはサンタアナ重力風という風が吹き、土地に長くいる住人から「サンドブラスター」という渾名を付けられた。平均年間降雪量は50ミリメートルに満たない。
| ランカスターの気候            | ランカスターの気候 | ランカスターの気候 | ランカスターの気候 | ランカスターの気候 | ランカスターの気候 | ランカスターの気候 | ランカスターの気候 | ランカスターの気候 | ランカスターの気候 | ランカスターの気候 | ランカスターの気候 | ランカスターの気候 | ランカスターの気候 |
| 月                            | 1月                | 2月                | 3月                | 4月                | 5月                | 6月                | 7月                | 8月                | 9月                | 10月               | 11月               | 12月               | 年                 |
| ----------------------------- | ------------------ | ------------------ | ------------------ | ------------------ | ------------------ | ------------------ | ------------------ | ------------------ | ------------------ | ------------------ | ------------------ | ------------------ | ------------------ |
| 平均最高気温 °C （°F）        | 14 (57)            | 16 (61)            | 18 (65)            | 22 (71)            | 26 (79)            | 32 (89)            | 35 (95)            | 35 (95)            | 31 (88)            | 26 (78)            | 18 (65)            | 14 (57)            | 24 (75)            |
| 平均最低気温 °C （°F）        | −1 (31)            | 2 (35)             | 4 (39)             | 7 (45)             | 12 (53)            | 16 (60)            | 19 (66)            | 18 (64)            | 14 (57)            | 8 (46)             | 2 (35)             | −2 (29)            | 8 (47)             |
| 降水量 mm （inch）            | 40.6 (1.60)        | 41.1 (1.62)        | 36.6 (1.44)        | 8.1 (.32)          | 3 (.12)            | 1.3 (.05)          | 2.5 (.10)          | 3.6 (.14)          | 5.1 (.20)          | 7.6 (.30)          | 12.7 (.50)         | 25.7 (1.01)        | 188 (7.40)         |
| 出典：Weather.com August 2010 |                    |                    |                    |                    |                    |                    |                    |                    |                    |                    |                    |                    |                    |

## 経済
ランカスターは、住宅価格の高いロサンゼルス郡の中にあって比較的お手頃な住宅が多く、若い夫婦に人気がある都市である。2020年アメリカ合衆国国勢調査によれば、市内の平均住宅価格は全米平均値並みだった。
ライト・エイドやマイケルズ、シグマなど全国的企業の大型物流センター、また地元の小企業や全国チェーンのレストランなどが設立されて、事業分野でも大きく成長してきた。市政府は地元企業に優先順位を置き、低価格の土地を提供し、お役所仕事を少なくしてスムーズな発展が行われるようにしている。
ランカスター再開発部はカリフォルニア州でも活動的な再開発と経済開発プログラムを成功させている。選挙で選ばれた役人が発案した政策と企業社会を援助するそのスタッフによる行動を通じて、繁盛する企業を惹き付け維持させることが続いてきた。再開発部は市内の5か所を企業・工業パークに指定した。すなわち、フォックスフィールド工業回廊（ジェネラル・ウィリアム・J・フォックス空軍基地に隣接）、ノースランカスター工業センター、ランカスター・ビジネスパーク、エンタプライズ・ビジネスパークおよびノースバレー工業センターである。再開発部はランカスター・タウンセンター、フロントロー・センターなど市内中のショッピングセンターに小売店や飲食店も誘致してきた。
再開発部と市が注力したのはランカスター中心街の再活性化もあった。図書館 や 芸能センター のような現代的アメニティを加えた歴史的建造物とともに中心街の企業が ランカスターの古い町並み を形成した。この町並みは企業の表向きを革新しブティックやレストランなど新しい事業者を惹きつけることになった。

## 人口動態
以下は2000年の国勢調査による人口統計データである。
| 基礎データ - 人口: 118,718人 - 世帯数: 38,224世帯 - 家族数: 27,674家族 - 人口密度: 487.6人/km2（1,263.0人/mi2） - 住居数: 41,745軒 - 住居密度: 171.5軒/km2（444.1軒/mi2） 人種別人口構成 - 白人: 62.82% - アフリカン・アメリカン: 16.01% - ネイティブ・アメリカン: 1.02% - アジア人: 3.81% - 太平洋諸島系: 0.23% - その他の人種: 11.11% - 混血: 5.00% - ヒスパニック・ラテン系: 24.13% 年齢別人口構成 - 18歳未満: 32.3% - 18-24歳: 9.5% - 25-44歳: 31.3% - 45-64歳: 18.2% - 65歳以上: 8.6% - 年齢の中央値: 31歳 - 性比（女性100人あたり男性の人口） - 総人口: 103.1 - 18歳以上: 101.9 | 世帯と家族（対世帯数） - 18歳未満の子供がいる: 42.8% - 結婚・同居している夫婦: 49.4% - 未婚・離婚・死別女性が世帯主: 17.0% - 非家族世帯: 27.6% - 単身世帯: 22.1% - 65歳以上の老人1人暮らし: 6.9% - 平均構成人数 - 世帯: 2.92人 - 家族: 3.41人 収入と家計（2007年推計） - 収入の中央値 - 世帯: 41,127米ドル - 家族: 91,450米ドル - 性別 - 男性: 40,710米ドル - 女性: 27,619米ドル - 人口1人あたり収入: 16,935米ドル - 貧困線以下 - 対人口: 16.4% - 対家族数: 13.8% - 18歳未満: 21.9% - 65歳以上: 7.9% |

担保権執行の劇的な増加が市内で起こり、資産価値と人口が減少を始めた。

## 政府

### 市政府
ランカスター市は市政委員会・シティマネジャー方式を採用している。この方式では選挙民に対する説明責任や実行責任をもち、長期ビジョンの実行に必要な安定性を維持している。
市政委員会は選挙で選ばれた市長1人と委員4人で構成されている。市長と市政委員は市の立法府と政策の主体として、市の全ての計画とサービス、さらには市に関わる立法的な事項について住民に対して責任がある。市政委員会は条例、決議および契約を承認して採択し、規則や政策を法制化する。委員会がシティマネジャーと市検察官や委員会メンバーと市民補佐委員会を指名し、これらが意思決定過程で幅広い見解を提供している。市政委員会の委員はランカスター再開発部、財務部および住宅部の支配人も務めている。
市政委員会は毎月第2および第4火曜日に開催され、特別委員会や延長委員会は必要に応じて日程が決められる。会議は市民に公開されており、市民は発言したり提案したりする機会が与えられる。
シティマネジャーは指名による長期任期の専門職である。市政委員会の監視と指示により政策を決め実行する。目標を達成するための管理チームを指導し、市の総合計画に記述される支持を与え、市の成長と成果のための長期ビジョンを作り実行する。
シティマネジャーはシティマネジャー補佐を指名し、管理サービスを構成し、管理し、指示させ、また操作部門の目的と目標を達成させるように仕向ける。
2008年4月、地元の弁護士R・レックス・パリスが市長に選出された。この選挙の後、不動産開発業者のマーク・ボズギアンがシティマネジャーに指名された。現在の副市長はロナルド・D・スミス、市政委員はシェリー・マルケス、ケン・マンおよびエド・シレオである。

### 郡の機関
ロサンゼルス郡健康サービス局がアンテロープ・バレー健康センターを運営している。

#### 法の執行
法の執行はロサンゼルス郡保安局と契約しており、保安局がランカスターの警察署を運営している。市は中心街の心臓部にあるランカスター・ブールバード沿いに警察署を建設し、市と保安局の共同で犯罪と戦うための革新的法執行計画を幾つか立ち上げている。
この共同で立ち上げられた計画の1つは地域社会サービス担当官の職を作ったことである。この担当官は市の職員であり、保安局から訓練を受ける。彼らは地域社会のパトロールを行い、緊急事態に備えて通常の法執行業務から保安局員を解放しておくために、所定業務の手助けをしている。
もう一つの計画はランカスター地域社会好感度プロジェクトであり、家屋の賃借人社会の治安を維持する専門の目的指向型補佐官のタスクフォースを設立した。この計画の予算は商業地の地主に課される事業許可料から得られており、市の予算と組み合わされて、賃借人社会に責任を持つ8人の補佐官と1人の巡査部長を雇用している。このプロジェクトの無犯罪賃借家屋計画は賃借人にとってその社会を安全な場所にするための手段を作り、地主の訓練、定期的査察および賃貸資産の認証を行っている。
さらにもう一つの部隊として強盗抑制チームがあり、2008年夏に立ち上げられた。このチームは強盗にのみ焦点を当てている。その初年だけで窃盗品100万ドル以上を回収し、数多い強盗犯を逮捕した。
ランカスター市は法執行に技術も取り入れており、市のウェブサイトによって市民が警察調書を保安局に提出できるようにしている。これらやその他のプログラムにより法執行の場合の応答時間を減らしている。
法執行のための最近の動きによって市の犯罪率は減少しているが、それでも全国平均より高いレベルにある。2009年FBI統一犯罪報告書に拠れば、暴力犯罪率は人口10万人以上の自治体の州平均より38％高い。ランカスターの暴力犯罪率は人口1,000人あたり6.56であり、州平均は4.75である。
2008年、ランカスター市はアメリカ合衆国の犯罪率の高い都市100傑で80位にランクされた。

### 州と連邦議会
カリフォルニア州議会では、上院の第17および下院の第36選挙区に属している。連邦議会下院ではカリフォルニア州第22および第25選挙区に属し、クック投票動向指数では共和党+7となっている。2010年時点ですべて共和党議員が務めている。

## レクリエーションと文化

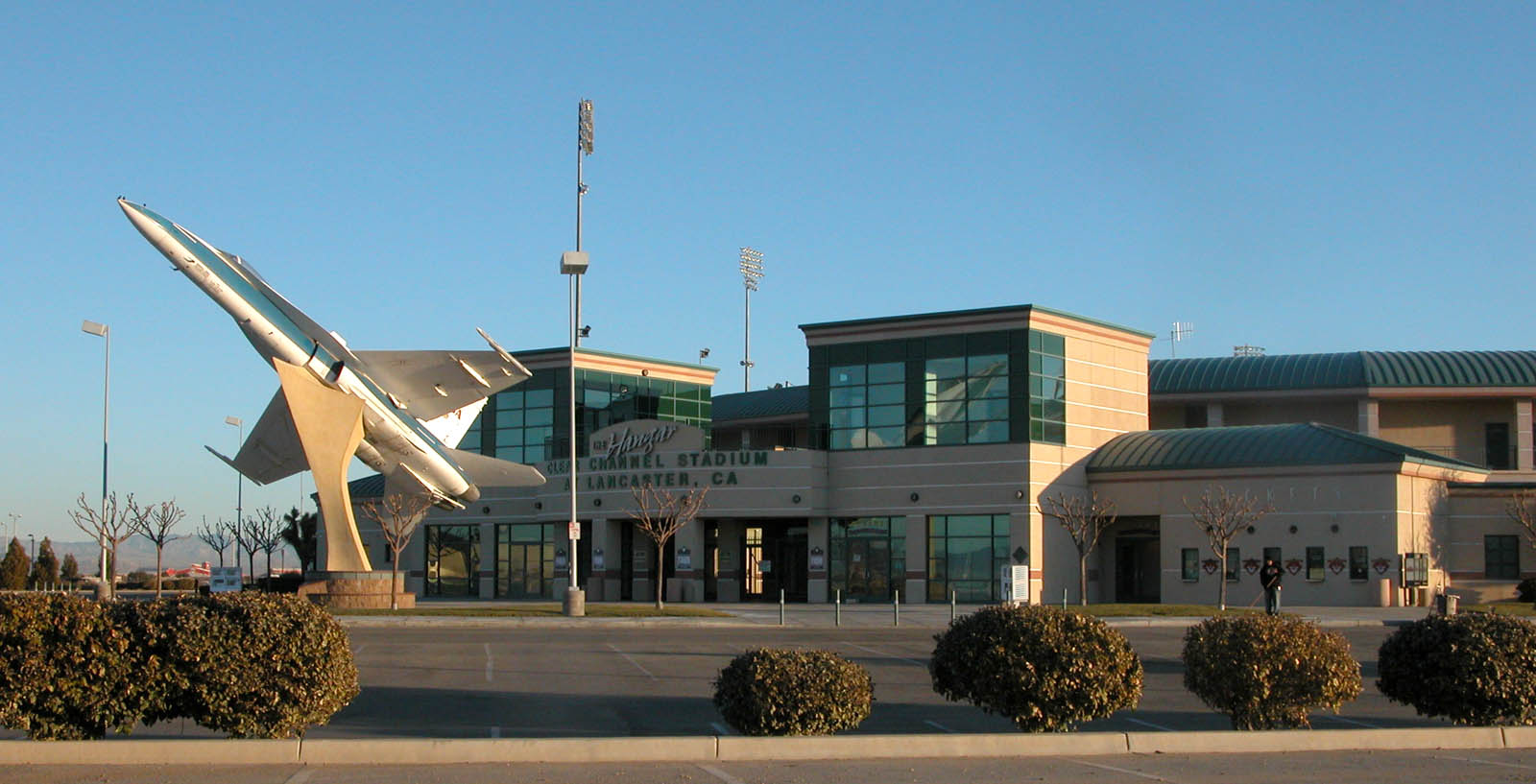
クリアチャンネル・スタジアム、マイナーリーグ野球のランカスター・ジェットホークスが本拠地にしている

ランカスター市は19世紀の鉄道給水駅の状態から、住民や訪問者に多くの文化的またレクリエーションの機会を提供する賑やかな現代都市に変わってきた。
1886年建設のウェスタン・ホテルが市内最古の現存する建造物であり、1992年にカリフォルニア歴史史跡計画の下で博物館に転換された。
1970年代には「地球平面協会」の本部があり、反科学的また時代に遡行する理論を信じる3,000人以上の会員を集めていた。
市内には宇宙開発の殿堂もある。これは1990年にランカスター市政委員会によって設立され、エドワーズ空軍基地のテストパイロットを顕彰している。殿堂に入るには1つを超える具体的かつ重要で明白な成果を挙げた航空部門の経歴を残している必要がある。側道の記念碑は国際的に知られたテストパイロット集団に捧げられている。毎年5人が新たに殿堂入りし、9月に特別のセレモニーが開催される。
現在、市内には600エーカー (2.4 km2) 以上の開発済みあるいは計画段階の公園用地があり、この中には遊技場やピクニック地域のほかに、ビッグ8ソフトボール競技場やランカスター・ナショナル・サッカーセンターなど競技会を開催できるスポーツ施設がある。ウェストランカスターにあるプライム・デザート森林保護区はハイ砂漠（モハーヴェ砂漠）の原始の美しさを保存し、住民が自然の中を歩くことで環境について学ぶことや、ウッドランドの特徴ある解説センターで教育プログラムを提供することに使われる施設になっている。市の南端近く、パラクリート高校の西側と通り向かいにあるフォレストハル公園は人気のあるドッグランであり、地元住民が集まって飼い犬を遊ばせたり運動させたりしている。
1996年、市はランカスター市民スタジアム（現在はクリアチャンネル・スタジアムを建設し、クラスAマイナーリーグ野球チームランカスター・ジェットホークスの本拠地になっていた。
文化的な夕べを求める市民や訪問者のためには、ランカスター芸能センターが市民劇場の演目やクラシック音楽と様々な形態のダンスまで多様な芸術の機会を提供している。全国や世界から有名芸能人を招致しており、その中にはあらゆるジャンルの歌手、ダンサー、音楽家など、さらにはコメディアンやバラエティショーなどが含まれている。
ランカスターが南カリフォルニアの砂漠地帯にあることで、年中様々なアウトドア活動も容易に行うことができる。冬季、自動車で容易に山のスキー場やスノーボード場に行くことができる。夏季、州間高速道路を通れば太平洋岸まで日帰りでき、晴天の日が多いのでハイキング、バックパッキングおよびサイクリングが年中可能である。
市内東側にはスケートボード公園もある。
市民メロディーロードでは、1950年代のテレビ番組『ローン・レンジャー』の主題歌としてもしられる「ウィリアム・テル序曲」を奏でる。これは先ず本田技研工業がテレビコマーシャル用に設定した。騒音や安全性の苦情が寄せられたために2週間後には舗装しなおされた。その後この道を支持する声が寄せられ、フォックス空港やアポロ郡公園に近い西30番通りとGアベニューの新しい場所に再度作られることになり、2008年10月17日に完成した。この道も同じ曲を奏でるが、最も近い住宅からは2マイル (3 km) 離れている。

### 行事

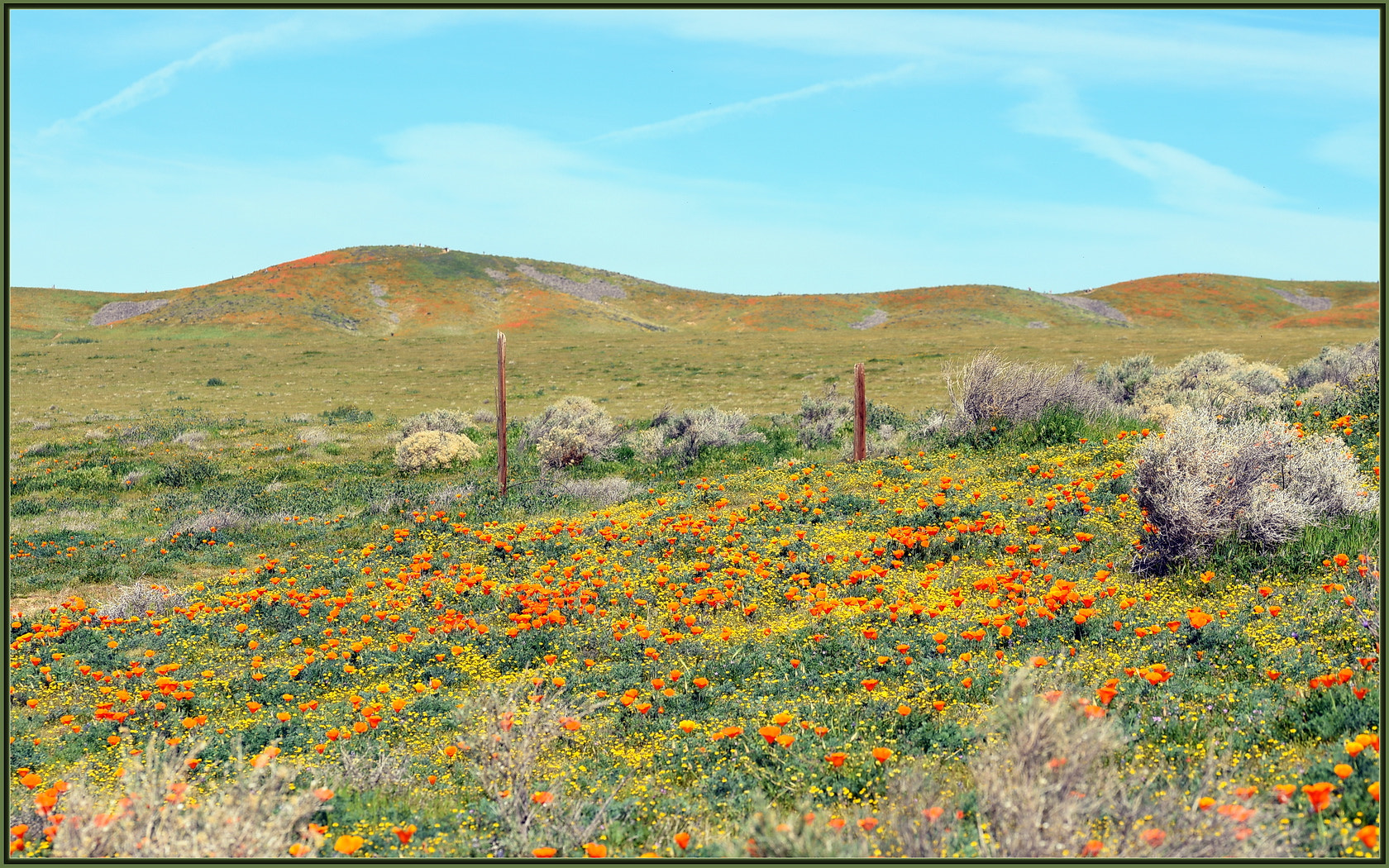
ポピー

毎年春、ランカスター・シティパークで開催されるカリフォルニア・ポピー祭には6万人に上る人が春を祝うために訪れる。ランカスターの西32キロメートルにあるカリフォルニア・ポピー保護区はカリフォルニア州の州花カリフォルニア・ポピー（ハナビシソウ）が最も多く栽培されているところであり、ポピー祭はランカスター住民だけでなく、世界中から訪れる客にも人気のある行事になってきた。カリフォルニア・ポピー祭はアースデイの行事として始まり、今では55エーカー (220,000 m2) 以上の活動領域と広範な野生花の情報のある行事に成長してきた。
ストリート・フェアかつ農作物生産者マーケットである「セレブレート・ダウンタウン・ランカスター」は夏の間に何度も開催され、家庭向けの活動やストリートミュージシャン、さらには様々な屋台が登場する。
犬の愛好家やその犬のためには毎年10月にランカスター・シティパークで「バーク・アット・ザ・パーク」が開催される。このときは才能ある犬と人間の芸や犬と飼い主のための活動が行われる。

## 教育

### 初等・中等教育
市内にはイーストサイド統合教育学区、ウェストサイド統合教育学区、およびランカスター教育学区という3つの小学校教育学区がある。
「ランカスターCARES」と呼ばれるランカスター教育学区との共同で創設された課外プログラムを通じて市は活動的な役割を演じている。「ランカスターCARES」は学習や教養を高める活動の他に、教師や積極的な成人が子供達に将来の指導者を育てるために基本的な刺激や個人的な注意を与えるモデルとなっている。
アンテロープ・バレー統合高校教育学区がランカスター市内の全ての高校を管轄している。またデザート・クリスチャン学校やパラクリート高校など幾つかの私立学校もある。

### カレッジと大学
市内にはアンテロープ・バレー・カレッジがあり、またカリフォルニア州立大学ベイカーズフィールド校のサテライトキャンパスもある。2005年、ハーター・カレッジが開校した。2009年7月、私立のアンテロープ・バレー大学が開校した。この大学は準学士号、学士号および修士号を提供し、また職業訓練も行っている。
ランカスター市は地元の学生に工学と技術の分野で最上級の教育を受ける機会を与えるために、ランカスター大学センターの開発を主導してきた。古いアンテロープ・バレー・フェアーグラウンドにあるチャレンジャー・ホールを350万ドルかけて再建し、13教室の新しいキャンパスを作った。教室の2つはハイテクの遠隔教育用であり、別の2つは実験教室になっている。また事務室も備えた。地元の航空宇宙産業会社との共同により、ランカスターにいるカリフォルニア州立大学ベイカーズフィールド校およびカリフォルニア州立大学フレズノ校の学生が最上級の教育を受けられると共に、この地域を離れることなく科学の学位あるいは教養の学位を取得できる。
市内にはウェストコースト・バプテスト・カレッジもある。このカレッジは信任されていない独立原理バプテストのバイブル・カレッジであり、牧師、福音主義、伝道、教会牧師、音楽、キリスト教教育、青年牧師、および事務研究の分野で学士号と博士号を提供している。1995年の開校であり、現在950人の学生が学んでいる。

## ショッピングセンター
| - アンテロープ・バレー・プラザ・ショッピングセンター - ウェストランカスター・プラザ・ショッピングセンター |  | - バレー・セントラル・ショッピングセンター - ランカスター・コマースセンター・ショッピングセンター - イーストランカスター・プラザ・ショッピングセンター |

## 映画の撮影
ランカスターにあるトゥー・パインズ教会はクエンティン・タランティーノ監督の映画キル・ビル Vol. I と II （それぞれ2003年と2004年に公開）の多くのシーンの撮影場所に使われた礼拝堂である。
ロブ・ゾンビが監督した映画デビルズ・リジェクト マーダー・ライド・ショー2でもランカスターが撮影現場に使われた。

## メディア

### 新聞
- アンテロープ・バレー・プレス
- アンテロープ・バレー・ポリティカル・オブザーバー[19]

### ラジオ局
ランカスターで聴取できるラジオ局はAMが4局、FMが18局ある。

### テレビ局
ランカスターを本拠にするテレビ局は4局あり、他にロサンゼルス地域から放送されるものも視聴できる。

## 交通

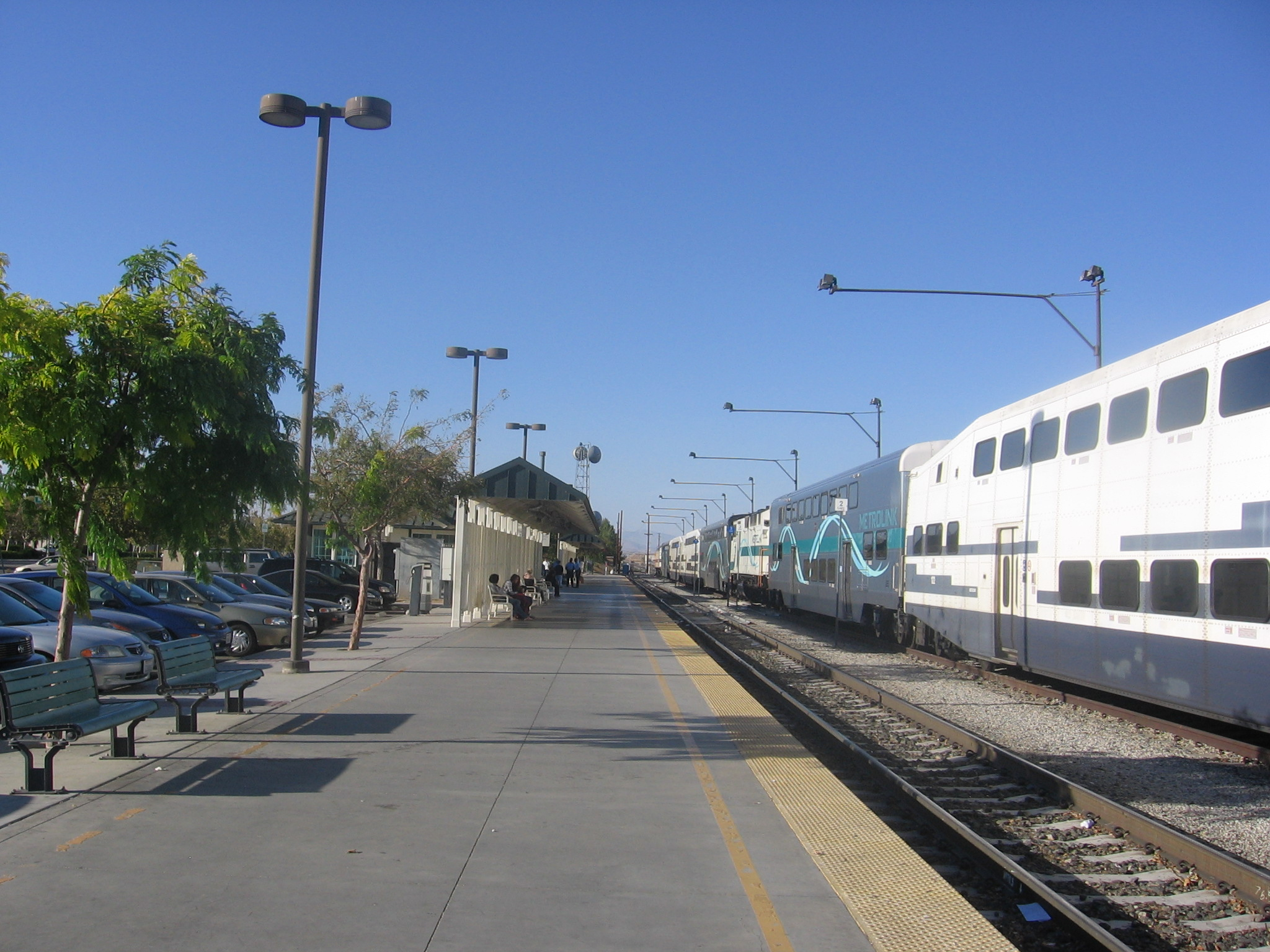
ランカスター駅

ランカスター駅は、メトロリンクのターミナル駅である。ロサンゼルス・ユニオン駅行きの列車が発車する。

## 著名な出身者と住人
- ショーン・ダグラス - 元メジャーリーグベースボール選手
- ケビン・エイピアー - 元メジャーリーグベースボール選手
- スティーブ・チルコット - 1966年のMLBドラフト全体1位指名選手。地元のアンテロープバレー高校卒業。
- クリス・アバロス - プロボクサー
- ノア・グレイ＝ケイビー - 俳優
- ドウェイン・デドモン - プロバスケットボール選手
- クレイグ・ブラッキンズ - プロバスケットボール選手
- ジュディ・ガーランド - 女優
- ドン・ヴァン・ヴリート - ミュージシャン（キャプテン・ビーフハートの名）、画家
- ジョン・ウェイン - 俳優
- フランク・ザッパ - ミュージシャン